# Thượng phụ Đại kết thành Constantinopolis
Thượng phụ Đại kết, tức Thượng phụ thành Constantinopolis là Tổng giám mục thành Constantinopolis và là phẩm bậc cao nhất trong Chính Thống giáo Đông phương, được coi là primus inter pares ("đứng đầu giữa những người bình đẳng").
Theo truyền thống Kitô giáo, Thượng phụ Constantinopolis được xem là người thừa kế tông đồ Thánh Anrê. Từ thế kỉ thứ 6 chức vị này trở thành Thượng phụ Đại kết của toàn Chính Thống giáo Đông phương. Ngày nay, chức vị nằm dưới thẩm quyền của Cộng hòa Thổ Nhĩ Kỳ và chức vị phải do một người mang quốc tịch Thổ Nhĩ Kỳ nắm giữ.

Cờ hiệu của đức Thượng phụ Đại kết thành Constantinopolis, Batôlômêô I

Người đang giữ chức vị hiện tại là Thượng phụ Đại kết thứ 270, Batôlômêô I.